# Music Week
Music Week é um documento comercial mensal para a indústria fonográfica do Reino Unido fundado em 1959. É publicado pela Future plc e seu editor é Mark Sutherland.